# بیمارستان پزشکی ایوب
بیمارستان پزشکی ایوب (به انگلیسی: Ayub Medical College) بیمارستانی همگانی در شهر ایبت‌آباد پاکستان است که در ۱۹۹۸ میلادی ساخته شد و دارای ۱۰۰۰ تخت است.